# مشروع الصحراء للطاقة الشمسية
مشروع الصحراء للطاقة الشمسيّة هو مشروعٌ مشتركٌ بين الجامعات اليابانية والجزائرية التي تخطط لاستخدام الطاقة الشمسية الوفيرة والرمل في الصحراء الكبرى لبناء مصانع السيليكون ومحطات الطاقة الشمسية، وغير ذلك. الهدف المعلن للمشروع هو توفير 50٪ من كهرباء العالم بحلول عام 2050. باستخدام الموصلات الفائقة لتوصيل الطاقة إلى مواقع بعيدة. تم اقتراح المشروع لأول مرة من قبل هيديومي كوينوما من مجلس العلوم الياباني، في اجتماع أكاديميات G8 + 5 لعام 2009 في روما.

## روابط خارجية
- الموقع الرسمي لمؤسسة Sahara Solar Breeder Foundation